# Gilgiochloa indurata
Gilgiochloa indurata är en gräsart som beskrevs av Pilg.. Gilgiochloa indurata ingår i släktet Gilgiochloa och familjen gräs. Inga underarter finns listade i Catalogue of Life.